# Bogdanka (Pniewo-Czeruchy)
Bogdanka – część wsi Pniewo-Czeruchy (do 14 lutego 2002 leśniczówka) w Polsce, położona w województwie mazowieckim, w ciechanowskim, w gminie Regimin.